# Eduard Trippel
Eduard Trippel (ur. 26 marca 1997) – niemiecki judoka. Dwukrotny olimpijczyk. Srebrny i brązowy medalista z Tokio 2020 i siedemnasty w Paryżu 2024. Walczył w wadze średniej.
Piąty na mistrzostwach świata w 2018; uczestnik zawodów w 2019, 2021, 2022, 2024 i 2025, a także zdobył dwa medale w drużynie. Brązowy medalista mistrzostw Europy w drużynie w 2018. Drugi na igrzyskach europejskich w 2023 w drużynie. Trzeci na MŚ juniorów w 2017. Mistrz kraju w 2017, 2018 i 2019; drugi w 2016; trzeci w 2023 roku.

## Letnie Igrzyska Olimpijskie 2020
| Konkurencja | Eliminacje             | Eliminacje            | Eliminacje             | Repasaże             | Finały                | Klas. końcowa |
| Konkurencja | Przeciwnik I           | Przeciwnik II         | 1/4                    | 1/2                  | Finał                 | Miejsce       |
| ----------- | ---------------------- | --------------------- | ---------------------- | -------------------- | --------------------- | ------------- |
| 90 kg       | Nemanja Majdov (SRB) Z | Gwak Dong-han (KOR) Z | Krisztián Tóth (HUN) Z | Mihael Žgank (TUR) Z | Lasza Bekauri (GEO) P | 2.            |

## Letnie Igrzyska Olimpijskie 2024
| Konkurencja | Eliminacje           | Klas. końcowa |
| Konkurencja | Przeciwnik I         | Miejsce       |
| ----------- | -------------------- | ------------- |
| 90 kg       | Marcus Nyman (SWE) P | 17.           |